# Ellenville
Ellenville és un poble o village dels Estats Units al municipi de Wawarsing, a l'estat de Nova York. Segons el cens del 2000 tenia 4.130 habitants.

## Demografia
Segons el cens del 2000, Ellenville tenia 4.130 habitants, 1.540 habitatges, i 1.033 famílies. La densitat de població era de 183,1 habitants/km².
Dels 1.540 habitatges en un 36,1% hi vivien nens de menys de 18 anys, en un 39,2% hi vivien parelles casades, en un 21,7% dones solteres, i en un 32,9% no eren unitats familiars. En el 26,2% dels habitatges hi vivien persones soles el 12,1% de les quals corresponia a persones de 65 anys o més que vivien soles. El nombre mitjà de persones vivint en cada habitatge era de 2,65 i el nombre mitjà de persones que vivien en cada família era de 3,16.
Per edats la població es repartia de la següent manera: un 28,9% tenia menys de 18 anys, un 9,7% entre 18 i 24, un 27,5% entre 25 i 44, un 21,6% de 45 a 60 i un 12,3% 65 anys o més.
L'edat mediana era de 34 anys. Per cada 100 dones de 18 o més anys hi havia 82,1 homes.
La renda mediana per habitatge era de 27.474 $ i la renda mediana per família de 40.942 $. Els homes tenien una renda mediana de 30.732 $ mentre que les dones 21.250 $. La renda per capita de la població era de 15.272 $. Entorn del 20,8% de les famílies i el 23,4% de la població estaven per davall del llindar de pobresa.